# گو جون (بازیگر)
گو جون (کره‌ای: 고준؛ انگلیسی: Go Jun؛ زادهٔ ۸ دسامبر ۱۹۷۸) بازیگر اهل کره جنوبی است. از آثاری که در آنها نقش داشته‌است می‌توان به عصر سایه‌ها و دونده‌های نیمه‌شب اشاره کرد.

## فیلم‌شناسی

### مجموعه‌های تلویزیونی
| سال       | عنوان                 | نقش                  | شبکه     |
| --------- | --------------------- | -------------------- | -------- |
| ۲۰۱۰      | دکتر چامپ             | چانگ-سو              | اس‌بی‌اس   |
| ۲۰۱۰      | چیز بزرگ              | هوانگ جه-مان (کیلر)  | اس‌بی‌اس   |
| ۲۰۱۶      | همسر خوب              | جو گوک-هیون          | تی‌وی‌ان   |
| ۲۰۱۷      | نجاتم بده             | چا جون-گو            | اوسی‌ان   |
| ۲۰۱۸      | مبهم                  | لی جه-یونگ / کوین لی | جی‌تی‌بی‌سی |
| ۲۰۱۸      | A Very Midday Romance | لی پیل-یونگ          | کی‌بی‌اس۲  |
| ۲۰۱۹      | کشیش بی‌اعصاب          | هوانگ چول-بوم        | اس‌بی‌اس   |
| ۲۰۲۰      | اوه عزیز من           | هان ای-سانگ          | تی‌وی‌ان   |
| ۲۰۲۰–۲۰۲۱ | اگه میتونی خیانت کن   | هان وو-سون، یک وکیل  | کی‌بی‌اس۲  |